# V441 Андромеды
V441 Андромеды (лат. V441 Andromedae) — двойная затменная переменная звезда типа W Большой Медведицы (EW) в созвездии Андромеды на расстоянии (вычисленном из значения параллакса) приблизительно 13466 световых лет (около 4129 парсеков) от Солнца. Видимая звёздная величина звезды — от +14,25m до +13,48m. Орбитальный период — около 0,4696 суток (11,27 часов).

## Характеристики
Первый компонент — жёлтая звезда спектрального класса G. Эффективная температура — около 5766 K.
Второй компонент — жёлтая звезда спектрального класса G.